# Distrito de Altamira (Conde/BA)
O antigo povoado de Altamira é um distrito do município do Conde do Estado da Bahia, localizado a uma de Latitude: -11.7667 e Longitude: -37.8.

## História
Os primeiros habitantes do então povoado se reuniram em torno da Capela de  Nossa Senhora da Conceição, construída pelo Mestre João Cristino dos Santos por volta de 1850, a mando do Coronel José Maria dos Santos.
Em 28 de junho de 2011, o povoado foi elevado a condição de Distrito pela Lei nº 832.

## Filhos ilustres
Foi no então povoado de Altamira que nasceu, em 22 de agosto de 1922, José Lima dos Santos, famoso pintor sacro. Entre as pinturas realizadas pelo conhecido "Pintor das Igrejas" está a da capela-mor da Igreja de Nossa Senhora da Conceição em 1946.